# Pitivi
A Pitivi (régebbi nevén PiTiVi) ingyenes, szabad, nyílt forráskódú videoszerkesztő program Linux operációs rendszerre. Alapja az ipari standard GStreamer multimédia-keretrendszer. A vágás és a szerkesztés ún. nem lineáris módon történik a szoftverben, ami azt jelenti, hogy a készülő videó egyes szakaszait nem egymás utáni sorrendben kell elkészíteni, hanem az alkotás tetszőleges sorrendben történhet, az utólagos javítás minden lehetőségével együtt. A tervezés során fontos szempont volt, hogy a felhasználó egy intuitív felületen keresztül tudja kezelni a programot, mely jól illeszkedik a GNOME asztali környezetbe. A projektet eredetileg Edward Hervey hívta életre 2003 decemberében. A kódot kezdetben C programnyelven fejlesztették, majd később újraírták Pythonban. A program rövid ideig alapértelmezett része volt az Ubuntu 10.04 (Lucid Lynx) operációs rendszernek, de a 11.10-es Ubuntu-verzió óta már nem része az alapértelmezett telepítőkészletnek. A szoftver hozzáférhető Flatpak csomagformátumban, ami megkönnyíti a disztribúciófüggetlen terjesztést.

## Jellemzők
- effektek, áttűnések és szűrők használata
- kiváló illeszkedés a GNOME asztali környezetbe
- nanosecundumos időbeli pontosság
- automatikus backup lehetősége

## Külső hivatkozások
- Hivatalos honlap (angol nyelvű)
- Használati útmutató (angol nyelvű)
- 11 Best Free & Open Source Video Editing Software in 2020 (angol nyelvű cikk)